# Karapınar
Karapınar – miasto w Turcji w prowincji Konya.
Według danych na rok 2000 miasto zamieszkiwało 35 285 osób.